# Térey Sándor
Térey Sándor (eredeti nevén Kuti Sándor, Debrecen, 1886. október 2. – Budapest, 1955. október 11.) költő, regényíró, műfordító.

## Élete
Kuti Zsigmond ungvári születésű izraelita néptanító és Horovitz Ilma fia. A reáliskolában Tóth Árpád osztálytársa volt. Kolozsvárott és Budapesten folytatott jogi tanulmányokat, majd Debrecenbe, szülővárosába visszatérve kezdett ügyvédi praxist. A Tanácsköztársaság alatt 1919-ben aktívan politizált, kiállt a vörös-hatalom mellett, de a bukás után sikeresen visszatért a "polgári világba". Városi ügyész lett Budapesten, később az Idegenforgalmi Hivatal igazgatója, a Cobden Szövetség tisztségviselője, a Városkultúra című lap szerkesztője. 1928 és 1934 között a népszövetségi delegáció munkatársa, Apponyi Albert és Klebelsberg Kuno beosztottja. A háború után 1945-ben a miniszterelnökségen, később az Elhagyott Javak Kormánybiztosságán dolgozott.
Verseit többnyire a Nyugat közölte. A Kisfaludy Társaság Visszatérés című regényét 1924-ben Franklin-díjjal jutalmazta. Beválogatták a két háború között megjelent egyik legrangosabb költői antológiába, a Vajthó László szerkesztette Mai Magyar Múzsába (megjelent 1930-ban). Térey több eladást tartott olasz, svájci, francia egyetemeken a magyar kultúráról. Saját fordításában kiadta franciául Ady Endre válogatott verseit (André Ady, Choix de poesies címmel), a kötet az olvasók és kritikusok körében sikert aratott.
Irodalmi (vagy ügyvédi) működése alatt még használt neve: dr. Térey Kuthi Sándor, vagy Térey Kuthy Sándor volt.
Házastársa Szántó Mária volt, dr. Szántó Sámuel és Deutsch Ilka lánya, akit 1913. szeptember 11-én Debrecenben vett nőül.

## Művei
- Versek (versek, 1907)
- A fehér hegedű (versek, 1909)
- Feltámadás (versek, 1920)
- Magányos ember (versek, 1922)
- Visszatérés (regény, 1925)

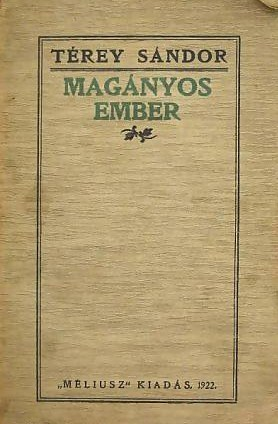
Térey Sándor: Magányos ember (verskötet, Méliusz Kiadás, 1922)

- Berg Kristóf lelkiismerete (regény, 1929)
- Vidéki magyar városok kultúrája (tanulmány, 1931)
- A föld lelke (regény, 1932)
- Az Eltörött Hegedű (versek, kézirat)

## Műfordításai
- Charles Baudelaire: A Rossz virágai (György Oszkárral közösen, 1922)
- François Villon: Kis testamentum és más versek (Lampel, é.n.)